# 格朗日叙博姆
格朗日叙博姆（法語：Granges-sur-Baume，法語發音：[ɡʁɑ̃ʒ syʁ bom]，意为“博姆上方的格朗日”）是法国汝拉省的一个旧市镇，属于隆斯勒索涅区。2016年，格朗日叙博姆与临近的2个市镇合并为新市镇欧特罗什。

## 地名
与通常在法语地名中表示“在……河畔”之意的“sur”不同，该地名Granges-sur-Baume中的“sur”意为“在……上方”，表示名为格朗日（Granges）的该地与博姆（Baume）的位置关系，并以“博姆上方的格朗日”之名区分其他的“格朗日”，且事实上在该地附近也并无“博姆河”存在。

## 地理
格朗日叙博姆（46°42'51"N, 5°38'42"E）面积7.93 平方千米，位于法国勃艮第-弗朗什-孔泰大區汝拉省，该省份为法国东部内陆省份，北起上索恩省，西北接科多尔省，西临索恩-卢瓦尔省，南至安省，东与杜省和瑞士接壤。
与格朗日叙博姆接壤的市镇（或旧市镇、城区）包括：塞耶河畔讷维、博姆莱梅雪、拉马尔、米尔贝勒。
格朗日叙博姆的时区为UTC+01:00、UTC+02:00（夏令时）。

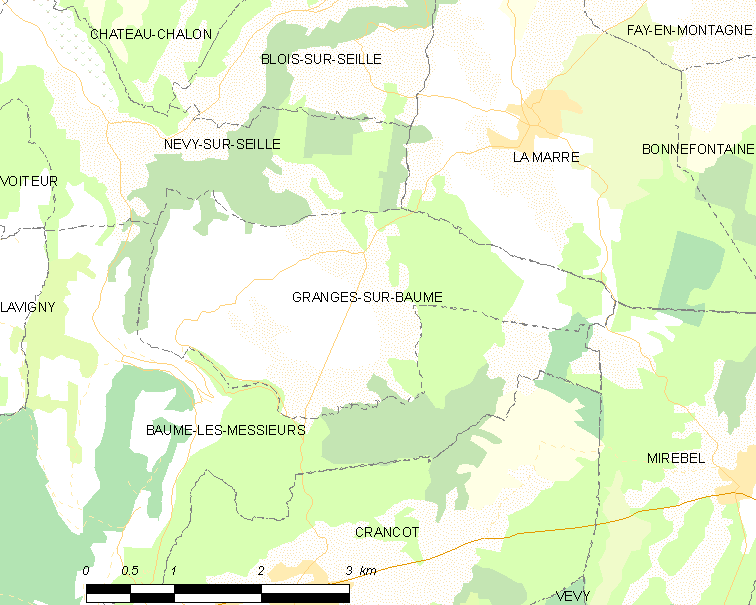
格朗日叙博姆的OSM定位图

## 行政
格朗日叙博姆的邮政编码为39210，INSEE市镇编码为39260。

## 政治
格朗日叙博姆所属的省级选区为波利尼县。

## 人口

1962-2008年间格朗日叙博姆人口变化图示

格朗日叙博姆于2018年1月1日时的人口数量为130人。